# عملية نبراس
عملية نبراس هي سلسلة من التجارب النووية الأمريكية تتكون من 22 تجربة نووية أجريت بين عامي 1977-1978. سبقت هذه الاختبارات سلسلة عملية نقطة الإرتكاز وتلتها سلسلة عملية الفضة السريعة.